# L. Beckmann a spol.
L. Beckmann a spol., továrna na kůže byla koželužská firma z Předměřic nad Labem, jež přišla do Kuklen v roce 1927 a s různými obměnami zde zůstala až do počátku 50. let 20. století.

## Historie
Továrník Beckmann zakoupil v roce 1923 někdejší Šolínovu továrnu v Předměřicích nad Labem, kterou proměnil v koželužský závod a později rozšířil své podnikání i na stejný závod v Kuklenách (dříve továrna na kůže firmy J. Seyfried), jenž si pronajal od Kožního družstva řezníků a uzenářů severovýchodních Čech s. r. o. v Pražském Předměstí, které továrnu získalo v roce 1927. Hned poté se začalo s přestavbami továrny. V prosinci 1928 získala firma povolení ke stavbě čisticí stanice v koželužské továrně a v červnu 1929 povolení ke stavbě zděné kolny. V dubnu 1930 byla obecní dávka ze spotřeby světelné elektrické energie paušalována plynárně města Hradce Králové, Škodovým závodům, Kávoprůmyslu a koželužským továrnám A. a J. Nejedlý, F. Hanuš a syn a L. Beckmann a spol.
Byl to podnikavý a obchodně zdatný muž s potřebným odborným rozhledem, takže i v dobách, kdy kožařské závody neměly možnost pracovat a některé z nich díky světové hospodářské krizi zastavily výrobu (v Kuklenách továrna Hanuš a syn a továrna akciové společnosti J. Nejedlý a spol.), udržoval v chodu svůj předměřický i kuklenský závod. V Předměřicích nad Labem byla určitou dobu práce v továrně zastavena, v Kuklenách se pracovalo stále. Došlo jen někdy k přechodné redukci zaměstnanců. V roce 1932 v závodě po celý rok pracovalo po 48 hodinách týdně 115 dělníků, 15 úředníků a mistrů. Následujícího roku to bylo 103–126 dělníků a 11 úředníků, přitom bylo dělníkům vyplaceno na mzdách 980 000 Kč a úředníkům 250 000 Kč.

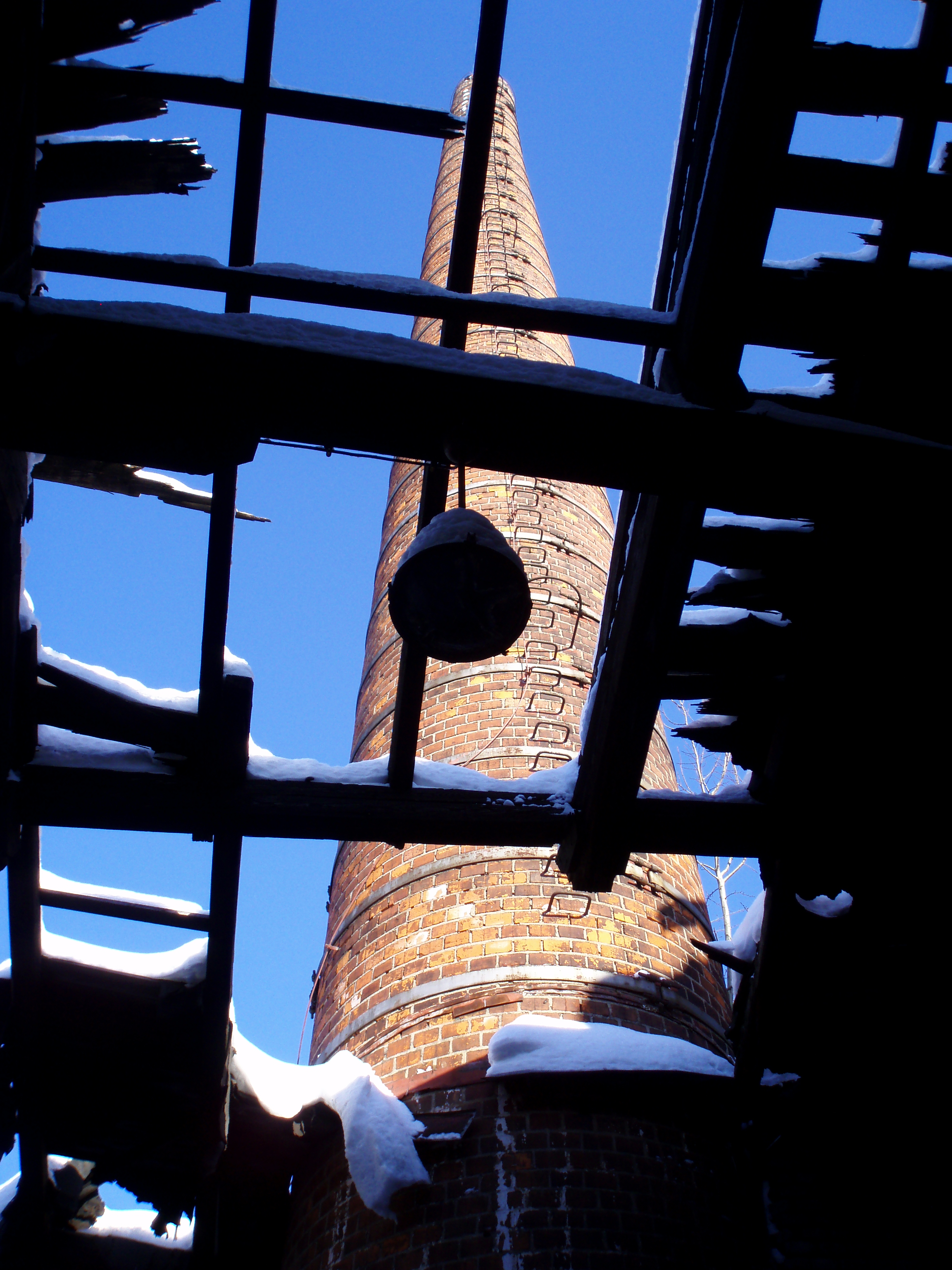
Komín Seyfriedovy koželužny

Majitel firmy měl pochopení i pro strádající nezaměstnané a často je podporoval většími peněžitými i věcnými dary, zvláště uhlím, např. v lednu 1931 společnost sebrala 300 Kč na polévky pro děti nezaměstnaných, následujícího roku věnovala nezaměstnaným 200 q uhlí a v roce 1934 dalších 100 q uhlí. Bohužel později firmu těžce zasáhla zpráva o tom, že 25. ledna 1935 zemřel v Hradci Králové oblíbený továrník Richard J. Beckmann.
Přesto firma běžela dál, i když některé kroky jejího vedení byly v rozporu s názory a kroky zesnulého Richarda Beckmanna. Již v roce 1935 bylo navrženo zrušení výroby v najaté továrně v Kuklenách, kde dosud pracovalo asi 98 dělníků. Výroba podešvic měla být zastavena a produkce galanterních usní přenesena do vlastní výroby v Předměřicích nad Labem. V květnu 1935 se tedy začalo s postupným propouštěním dělnictva, které mělo skončit uzavřením závodu do konce června téhož roku. Propuštěno bylo 32 dělníků. Vzhledem ke zmenšenému počtu zaměstnanců volili se jen 4 členové závodního výboru proti 5 dřívějším, přičemž ve starém závodním výboru měli komunisté 3 členy a Unie kožedělniků 2 členy. V květnu 1935 podala obec žádost okresnímu úřadu, aby provoz v továrně nebyl zastaven a o žádosti bylo několikrát intervenováno i jinde, zejm. u vedení společnosti. Práce v továrně tak nakonec nebyla zastavena, naopak na podzim následkem zvýšeného odbytu koží byl provoz zvýšen a ke konci roku 1935 bylo v závodě zaměstnáno 65 dělníků. V následujícím roce však výroba opět klesla, a to díky špatnému odbytu vydělaných koží. 21. srpna 1936 došlo k velkému pobouření dělnictva, protože všem dělníkům byly vyplaceny o 5 procent nižší mzdy, a to i těm, na něž se vztahovala východočeská kolektivní smlouva. To byl jen počátek, protože továrna chtěla přikročit k dalšímu snižování mezd a propouštění zaměstnanců. Dokonce se opět jednalo o zastavení provozu a omezení výroby jen na hlavní továrnu v Předměřicích nad Labem. Ze 62 dělníků by tak ztratilo práci 55. O této věci bylo horečně jednáno ve schůzích městské rady, městského zastupitelstva a ve zvláštní poradní komisi se zástupci firmy Beckmann a zástupci okresního úřadu. O této věci mělo konečně rozhodnout ministerstvo sociální péče, ale díky devalvaci se odbyt koží na podzim značně zvýšil a provoz v továrně nebyl zastaven.

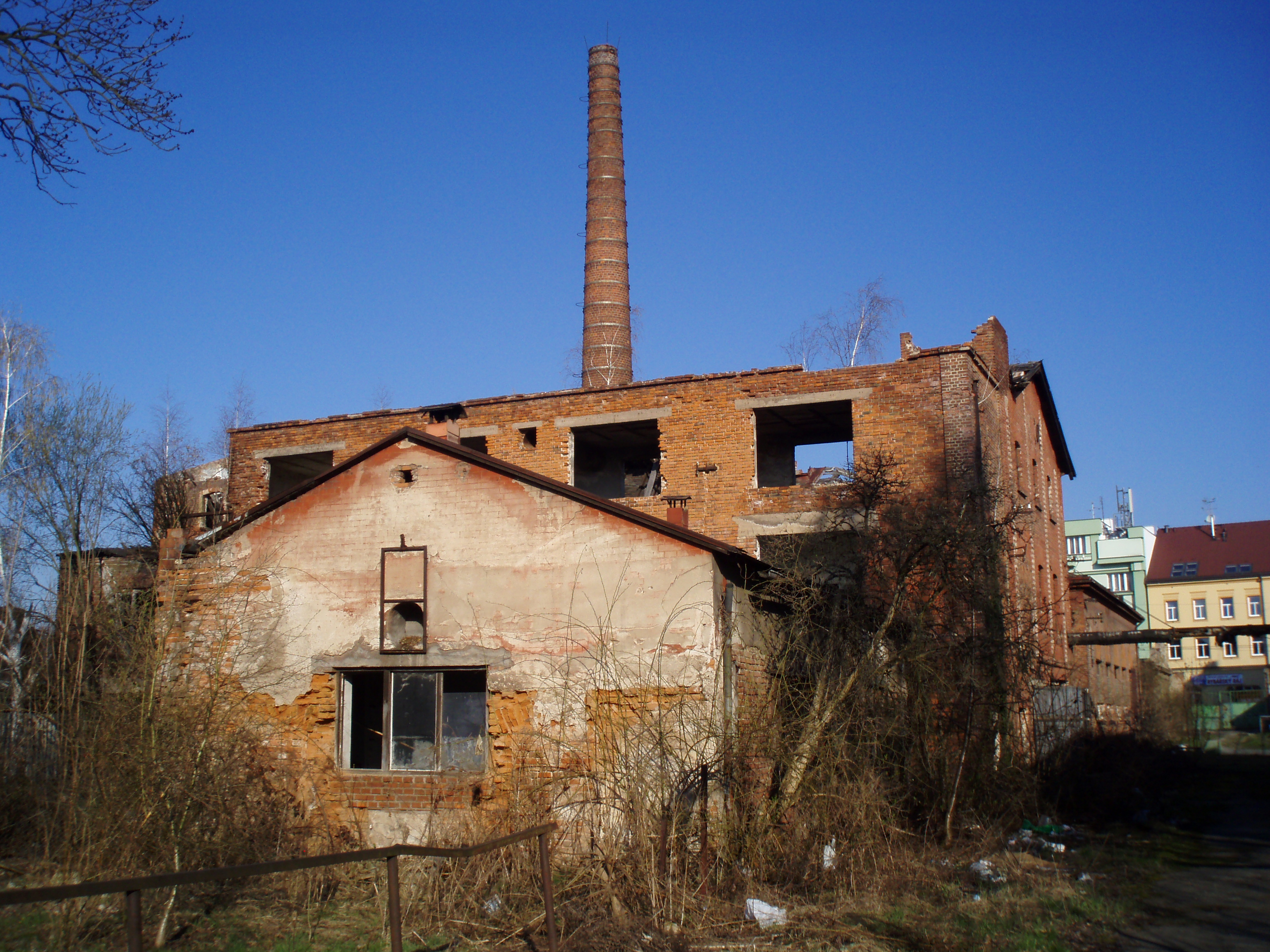
Část Seyfriedovy koželužny

Naštěstí tedy kuklenský závod přežil a jako jediný svého druhu fungoval v Kuklenách až do příchodu německých okupantů, kteří tento židovský závod zarizovali a zpočátku jeho rozvoji nebránili, protože již v březnu 1940 bylo uděleno povolení k užívání kotelny a přístavby při čp. 110 a v květnu téhož roku byl správcem firmy ustanoven Leo Seyfried. V předměřickém závodě se nepracovalo a fungovala v něm až do poválečného období firma ing. Grossmanna, vyrábějící izolace z papíru a umělé vlny. Podobně však dopadl i kuklenský podnik, neboť výše zmíněné kožní družstvo bylo pod nátlakem německých úřadů roku 1941 donuceno prodat nemovitosti a veškeré strojové zařízení s příslušenstvím německé firmě Schramek und Teltscher K. G., Lederfabrik, která tu dokonce za 2. světové války zřídila skladiště a zamýšlela vybudovat i protiletecký úkryt. V roce 1946 byla továrna vrácena původnímu majiteli, ale již následujícího roku byl jako vlastník zmíněn Ing. Jindřich Capoušek – Továrna na usně.
Továrna byla znárodněna v roce 1948 podle Vyhlášky ministra průmyslu ze dne 27. června 1948 o znárodnění podniků podle zákona č. 114/1948 Sb.